# Østersøfinske sprog
De Østersøfinske sprog er en sproggruppe inden for den finsk-ugriske sprogfamilie. De østersøfinske sprog tales i den nordøstlige del af Europa og omfatter bl.a.:
- finsk
- karelsk
- Võro
- votisk
- estisk
- livisk

| Sprog | Spire Denne artikel om sprog er en spire som bør udbygges. Du er velkommen til at hjælpe Wikipedia ved at udvide den. |